# Иън К. Есълмонт
Иън К. Есълмонт (на английски: Ian Cameron Esslemont) е канадски археолог и писател на бестселъри в жанра фентъзи.

## Биография и творчество
Иън Камерън Есълмонт е роден през 1962 г. в Уинипег, Манитоба, Канада. Учи и работи като археолог. Пътува много в Югоизточна Азия и живее в продължение на 4 години в Тайланд и Япония. Завършва творческо писане и преследва докторска степен по английска литература.
Жени се за писателката на исторически романи от Англия Гери Бригуел, с която имат трима сина.
През 1982 г. си сътрудничи с колегата си археолог и писател Стивън Ериксън за разработване на фон за ролеви игри за Малазанския свят. През 1991 г. те си сътрудничат по разработването на филмов сценарий озаглавен „Градините на Луната“, чийто сюжет се развива в същия свят. След като сценарият не се реализира, Стивън Ериксън го преработва и разширява в първата си книга „Лунните градини“ от поредицата си „Малазанска Книга на мъртвите“. Двамата се договарят да пишат романи в същия свят, но професионалната заетост на Иън Есълмонт забавя старта на писателската му кариера.
Първият му роман „Нощ на ножове“ от поредицата „Малазанската империя“ е публикуван през 2004 г. Той своеобразна предистория на поредицата, чието основно развитие започва с втория му роман „Завръщането на Пурпурната гвардия“ от 2008 г. В света на Малазанската империя действието на „Завръщането на Пурпурната гвардия“ се развива след шестия роман на Ериксън – „Ловци на кости“.
Иън К. Есълмонт живее със семейството си във Феърбанкс, Аляска.

## Произведения

### Серия „Малазанската империя“ (The Malazan Empire)
свързана със серията „Малазанска Книга на мъртвите“ на Стивън Ериксън
1. Night of Knives (2004)
Нощ на ножове, изд. „Студио Арт Лайн“ (2012), прев. Емил Минчев, ISBN 978-954-2908-33-3
2. Return of the Crimson Guard (2008)
Завръщането на Пурпурната гвардия, изд. „Студио Арт Лайн“ (2014), прев. Борис Шопов, ISBN 978-954-2908-88-3
3. Stonewielder (2010) 
Повелителят на Камъка, изд. „Студио Арт Лайн“ (2020), прев. Десислава Сивилова, ISBN 978-619-193-165-1
4. Orb, Sceptre, Throne (2012) 
Глобус скиптър трон, изд. „Студио Арт Лайн“ (2021), прев. Десислава Сивилова, ISBN 978-619-193-215-3
5. Blood and Bone (2012) 
Кръв и кост, изд. „Студио Арт Лайн“ (2022), прев. Десислава Сивилова, ISBN 978-619-193-270-2
6. Assail (2014)

### Серия „Малазанската империя: Път за надмощие“ (The Malazan Empire: Path to Ascendancy)
поредица от предистории, развиваща се в света на Малазан
1. Dancer's Lament (2016)
2. Deadhouse Landing (2017)
3. Kellanved's Reach (2019)
4. Forge of the High Mage (2023)